# Ryan Gauld
Ryan Gauld (Aberdeen, 16 de dezembro de 1995) é um jogador de futebol escocês que joga na posição de médio ofensivo no Vancouver Whitecaps.

## Clubes
Após ter iniciado a sua carreira de futebolista no modesto clube Brechin City Boys Club, Ryan Gauld juntou-se aos 11 anos a um dos principais clubes da Escócia, o Dundee United Football Club. Fez a sua estreia na equipa principal aos 16 anos, no fim da época 2011-2012, em 13 de maio de 2012, substituindo Johnny Russell ao minuto 87 da partida contra o Motherwell. Na época seguinte, continuou a progredir participando em 10 partidas do campeonato escocês, e marcando o seu primeiro golo no jogo contra o St. Johnstone. Na época 2013-2014 impôs-se definitivamente, e mesmo sem ter ainda 18 anos de idade, participou em 31 encontros do campeonato e marcou 6 golos. Foi considerado o melhor jogador jovem do campeonato. É apelidado «mini-Messi» pelos seus colegas.
Em 2 de julho de 2014 foi oficialmente apresentado como jogador do Sporting Clube de Portugal a partir da época 2014-15.
Sem nunca conseguir singrar no plantel do Sporting, passsou por diversos empréstimos. Entre eles Vitória de Setúbal na temporada 2016–17., o Desportivo das Aves na temporada 2017-18, o Farense na temporada 2018-19  e por último, em 11 de janeiro de 2019, Gauld foi emprestado ao Hibernian.
Após os diversos empréstimos, Ryan Gauld retornou ao Sporting Clube Farense, mas desta vez a título definitivo. Os valores da rescisão não foram conhecidos. 
Pelo clube algarvio, conseguiu a subida de divisão na época de estreia.A equipa disputou 24 jornadas na denominada Liga Pro, somando 48 pontos, data em que a competição foi dada por encerrada pela Liga Portugal devido à pandemia COVID-19. Encontrado-se o Farense no 2º lugar, foi decidida a sua promoção à Liga NOS.

## Títulos
CD Aves
- Taça de Portugal: 2017–18